# Джордж Ремзі
Джордж Баррелл Ремзі (англ. George Ramsay, 1 березня 1855, Глазго — 7 жовтня 1935, Лландріндод-Веллс) — шотландський футболіст, що грав на позиції нападника. Протягом усієї кар'єри гравця виступав за клуб «Астон Вілла». По завершенні ігрової кар'єри — тренер. Найбільш відомий як секретар, а згодом і перший головний тренер англійської «Астон Вілли» в найуспішніший період її історії.
Шестиразовий чемпіон Англії (як тренер). Шестиразовий володар Кубка Англії (як тренер).

## Ігрова кар'єра
У дорослому футболі дебютував 1874 року виступами за команду клубу «Астон Вілла», кольори якої захищав протягом усієї своєї кар'єри гравця, що тривала дев'ять років.

## Кар'єра тренера
Розпочав тренерську кар'єру невдовзі по завершенні кар'єри гравця, 1884 року, очоливши тренерський штаб клубу «Астон Вілла». Досвід тренерської роботи обмежився цим клубом, в якому він пропрацював понад 40 років.

## Досягнення

### Як тренера
- Чемпіон Англії:

«Астон Вілла»: 1893–1894, 1895–1896, 1896–1897, 1898–1899, 1899–1900, 1909–1910
- Володар Кубка Англії:

«Астон Вілла»: 1886–1887, 1894–1895, 1896–1897, 1904–1905, 1912–1913, 1919–1920